# شهرستان شیانگچنگ (سیچوآن)
شهرستان شیانگچنگ (به انگلیسی: Xiangcheng County) یک شهرستان در چین است که در ولایت خودمختار گارزئی تبتی واقع شده‌است. شهرستان شیانگچنگ ۳۰٬۰۰۰ نفر جمعیت دارد.